# 사성통해
《사성통해》(四聲通解)는 조선 전기의 학자 최세진이 지은 운서이다. 1517년에 편찬된 원간본은 전해지지 않고, 임진왜란 이전과 1656년에 간행된 목판본과 1614년에 간행된 목활자본이 전한다.
최세진은 명나라의 《홍무정운》을 고쳐 쓴 《홍무정운역훈》을 보충하여 《속첨홍무정운》을 편찬하였고, 이를 신숙주가 지은 《사성통고》와 비슷한 형식으로 다시 고친 것이 사성통해이다. 정음(正音)과 속음(俗音)은 홍무정운역훈의 음계를 그대로 따랐으나 16세기 당시의 북방음(北方音)을 금속음(今俗音)이라는 이름으로 추가하였다. 입성 운미는 편찬 당시 중국에서 이미 소실되어 있었으므로, 홍무정운역훈과 달리 표기하지 않았다.

## 편찬
신숙주 등 집현전 학사들이 1375년에 명나라에서 지은 《홍무정운》(洪武正韻)을 조선에 맞게 고친 《홍무정운역훈》을 편찬하였지만, 홍무정운의 체재(體裁)를 훼손하지 않으려 한 결과 주석이 너무 많고 내용도 방대하여 정작 읽기가 어려웠다. 또 학사들은 한자를 먼저 운별로 나눈 뒤 사성에 따라 배열한 《중원음운》(中原音韻)이나, 한자를 먼저 사성에 따라 배열한 뒤 한 운 안에서 성모, 운모, 성조가 모두 같은 글자들은 성모의 자모 순서에 따라 배열한 《오음집운》(五音集韻), 《고금운회거요》(古今韻會擧要)를 《동국정운》을 지을 때 참고하였는데, 홍무정운(역훈)의 형식은 이와 달랐기 때문에 익숙하지 않았을 것이다. 이 때문에 세종은 신숙주 등에게 다시 명하여 홍무정운역훈을 간소하게 한 《사성통고》(四聲通攷)를 편찬하게 하였다. 사성통고는 한자를 동국정운과 같은 방식으로 배열하였고, 홍무정운역훈과는 정 반대로 한자에 달린 모든 주석을 없앴는데, 현재 전해지지 않고 서문만 사성통해에 실려 있다.
이를 보완하기 위하여 최세진은 우선 홍무정운역훈을 보완한 《속첨홍무정운》(續添洪武正韻)을 편찬하였다. 이 책은 홍무정운역훈과 같은 순서로 한자를 배열하였으나, 반절 표기법을 채택하지 않았고, 명나라의 수도 북경의 16세기 초 현실 한자음인 북방음(北方音)을 금속음(今俗音)이라는 이름으로 병기하였다. 나아가 최세진은 속첨홍무정운을 사성통고 식으로 고쳐 《사성통해》를 편찬하였다. 사성통해 서문에 따르면 4년에 걸쳐 원고를 일곱 번 다듬은 끝에 1517년(중종 12년)에 완성되었다.

## 특징
사성통고를 보완하고자 한자에 주석을 달았다. 사성통해 범례에 따르면 원나라 때의 《고금운회》(古今韻會, 약칭 《운회》)의 주석을 따 왔다 하나, 실은 웅충(熊忠)이 이를 고쳐 쓴 《고금운회거요》를 말한다. 450여 개의 한자에는 한글로도 주석을 달았다.
한자음은 정음, 속음, 금속음의 세 가지가 기재되었다. 이 가운데 정음과 속음은 홍무정운역훈과 같은데, 정음은 15세기 당시 중국인이 널리 썼고 홍무정운의 반절 표기에도 맞는 중국 한자음을, 속음은 15세기 당시 중국인이 사용하였지만 운서와는 맞지 않던 한자음을 말한다. 금속음은 홍무정운 발간 이후 시간이 지나면서 그 음과 이미 차이가 생긴 16세기 당시의 북방음을 말한다. 그 외에 최세진은 《몽고운략》(蒙古韻略), 《고금운회거요》, 《집운》(集韻), 《중원아음》(中原雅音), 《중원음운》(中原音韻), 《운학집성》(韻學集成) 등의 중국 운서를 폭넓게 참고하였으며, 간혹 그 한자음을 정음, 속음, 금속음과 더불어 적기도 하였다. 한자음을 나타낼 때는 반절을 사용하지 않았고, 성조도 이름만 표시할 뿐 방점을 찍지 않았다.

## 구성
사성통해의 구성은 다음과 같다.
- 사성통해 서(序)
- 운모정국(韻母定局): 사성통해의 운목을 제시하였다.
- 광운(廣韻) 36자모지도: 강신항은 송나라 때의 운서인 《광운》이 조선에 전하지 않았다고 보고, 당시에 통용되던 36자모에 《광운》이라는 이름만 가져다 붙인 것으로 추정하였다.
- 운회(韻會) 35자모지도: 《운회》의 36성모 체계에서 하나가 부족하다.
- 홍무운(洪武韻) 31자모지도
- 범례
- 본문
- 사성통고 범례
- 번역노걸대·박통사 범례
- 동정자음(動靜字音): 성조에 따라 음과 훈이 달라지는 한자를 수록하였다.

## 체계
중국의 전통적인 음운학에서는 음절을 성모(聲母)와 운모(韻母)의 결합으로 파악한다. 성모는 초성, 운모는 중성과 종성에 해당한다.

### 성모
사성통해의 성모 체계는 홍무정운역훈과 같은데, 음운학의 삼십육자모와 달리 다섯 개의 성모가 부족하다. 20-21성모 체계였던 것으로 재구(再構)되는 16세기 당시 중국어 음운에 대하여 최세진이 상당한 지식이 있었음에도 사성통해의 정음, 속음, 금속음은 모두 이러한 31성모 체계를 따랐는데, 홍무정운의 권위를 거스를 수 없었던 것으로 보인다.
|                     | 아음 (牙音) | 설두음 (舌頭音) | 순중음 (脣重音) | 순경음 (脣輕音) | 치두음 (齒頭音) | 정치음 (正齒音) | 후음 (喉音) | 반설음 (半舌音) | 반치음 (半齒音) |
| ------------------- | ----------- | --------------- | --------------- | --------------- | --------------- | --------------- | ----------- | --------------- | --------------- |
| 전청(全淸)          | 見 ㄱ       | 端 ㄷ           | 幇 ㅂ           | 非 ㅸ           | 精 ᅎ           | 照 ᅐ           | 影 ㆆ       |                 |                 |
| 전청(全淸)          | 見 ㄱ       | 端 ㄷ           | 幇 ㅂ           | 非 ㅸ           | 心 ᄼ           | 審 ᄾ           | 影 ㆆ       |                 |                 |
| 차청(次淸)          | 溪 ㅋ       | 透 ㅌ           | 滂 ㅍ           |                 | 淸 ᅔ           | 穿 ᅕ           | 曉 ㅎ       |                 |                 |
| 전탁(全濁)          | 群 ㄲ       | 定 ㄸ           | 並 ㅃ           | 奉 ㅹ           | 從 ᅏ           | 牀 ᅑ           | 匣 ㆅ       |                 |                 |
| 전탁(全濁)          | 群 ㄲ       | 定 ㄸ           | 並 ㅃ           | 奉 ㅹ           | 邪 ᄽ           | 禪 ᄿ           | 匣 ㆅ       |                 |                 |
| 불청불탁 (不淸不濁) | 疑 ㆁ       | 泥 ㄴ           | 明 ㅁ           | 微 ㅱ           |                 |                 | 喩 ㅇ       | 來 ㄹ           | 日 ㅿ           |

### 운모
사성통해의 운류(韻類)는 홍무정운역훈과 거의 같은데, 다만 진운(眞韻)에서 문운(文韻)이 나뉘어 23개 운류, 80개 운(韻)으로 되어 있을 뿐이다. 이 가운데 정음을 기준으로 한 22개 운류와 그 중성은 다음과 같다.
|    | 운류     | 중성   |    | 운류     | 중성     |
| -- | -------- | ------ | -- | -------- | -------- |
| 1  | 東董送屋 | ㅜㅠ   | 13 | 簫篠嘯○  | ㅕ       |
| 2  | 支紙寘○  | ㅡㅣ   | 14 | 爻巧效○  | ㅏㅑ     |
| 3  | 齊薺霽○  | ㅖ     | 15 | 歌哿箇○  | ㅓㅝ     |
| 4  | 魚語御○  | ㅠ     | 16 | 麻馬禡○  | ㅏㅑㅘ   |
| 5  | 模姆暮○  | ㅜ     | 17 | 遮者蔗○  | ㅕㆊ     |
| 6  | 皆解泰○  | ㅐㅒㅙ | 18 | 陽養漾藥 | ㅏㅑㅘ   |
| 7  | 灰賄隊○  | ㅟ     | 19 | 庚梗敬陌 | ㅣㅢㅟㆌ |
| 8  | 眞軫震質 | ㅣ     | 20 | 尤有宥○  | ㅡㅣ     |
| 9  | 文吻問物 | ㅡㅜㅠ | 21 | 侵寢沁緝 | ㅡㅣ     |
| 10 | 寒旱翰曷 | ㅓㅝ   | 22 | 單感勘合 | ㅏㅑ     |
| 11 | 刪産諫轄 | ㅏㅑㅘ | 23 | 監琰豔葉 | ㅕ       |
| 12 | 先銑霰肩 | ㅕㆊ   |    |          |          |

중성과 달리 종성(운미)은 사성통해와 홍무정운역훈이 차이를 보이며, 특히 입성 운미가 그러하다. 홍무정운역훈은 입성 운미로 정음에는 ㄱ, ㄷ, ㅂ를 표기하였고, 속음에는 ㆆ(약운(藥韻)은 ㅸ)을 표기하였다. 반면 사성통해는 정음에 입성 운미를 표기하지 않았고(단 약운은 ㅸ), 속음은 홍무정운역훈과 동일하다. 이는 16세기 당시 북방음에 입성 운미가 이미 없어져 있던 것을 반영한 조치로, 13세기 말에서 14세기 초 사이에 사라진 북방음의 입성이 홍무정운역훈 편찬 당시(15세기 초)만 해도 성문 파열음(ʔ)으로 약화되어 남아 있었으나 한 세기가 더 지나는 동안 완전히 사라지는 통시적인 음운 변화를 겪었던 것으로 여겨진다. 그럼에도 사성통해는 홍무정운의 틀에 맞게 입성을 포함한 사성을 모두 설정하였기에 후대에 비판 받았다.

## 참고 문헌
- 강신항 (2000). 《한국의 운서》. 서울: 태학사. ISBN 9788976265418.
- 정경일 (2002). 《한국운서의 이해》. 서울: 아카넷. ISBN 9788989103851.